# کبوتر میوه‌خوار سرنقره‌ای
کبوتر میوه‌خوار سرنقره‌ای (نام علمی: Ptilinopus richardsii) نام یک گونه از سرده کبوتر میوه‌خوار است.